# Emma Roberts
Emma Rose Roberts (sinh ngày 10 tháng 2 năm 1991) là nữ diễn viên, ca sĩ người Mỹ, và còn là nhạc sĩ kiêm cả nhà thiết kế thời trang. Roberts bắt đầu được biết đến với vai cô ca sĩ Addie trong loạt phim dài tập Nickelodeon Unfabulous và cùng lúc phát hành album đầu tay, chính là nhạc nền trong phim mang tên Unfabulous and More. Sau đó cô tiếp tục theo đuổi sự nghiệp ca hát với công việc hát nhạc phim Ice Princess và Aquamarine. Từ đây Emma chính thức chuyên tâm vào nghiệp diễn, với vai để đời trong phim Nancy Drew năm 2007 và lần đầu tiên tham gia lồng tiếng cho phim The Flight Before Christmas.

## Tiểu sử
Roberts sinh ra tại Rhinebeck, quận Dutchess, New York. Cô là con gái của Eric Roberts và bạn gái Kelly Cunningham. Và chia tay không lâu sau khi Emma chào đời và sau đó đều có gia đình riêng. Emma sống với mẹ và cha dượng Kelly Nickels (từng là thành viên ban nhạc L.A. Guns). Emma là cháu gái của hai nữ diễn viên Julia Roberts và Lisa Roberts Gillan. Cô từng chia sẻ rằng: "Tôi sống cùng mẹ nhiều hơn và ít khi có dịp ở cạnh bố nhưng rất thân thiết với cô Julia" và thường xuyên được theo cô Julia đi đóng phim từ khi lên 5 tuổi.
Emma có hai em gái Morgan and Keaton Simons, và em gái cùng mẹ khác cha là Grace Nickels. Roberts theo học Trường nữ Archer ở hạt Brentwood tại Los Angeles, California trong năm lớp 7 và lớp 8 (2004 - 2005). Cô cũng chia sẻ về việc học của bản thân trong 1 buổi phỏng vấn năm 2007 rằng: "Tôi có 1 gia sư và chúng tôi có 3 tiếng để học ở trường mỗi ngày. Đó là cách mà tôi theo kịp được nghiệp diễn, sau đó nếu không phải học thì tôi lại tới trường quay hoặc làm việc khác."

## Đời tư
Tháng 9 năm 2011, Roberts vào học tại Sarah Lawrence College. Tuy nhiên vào tháng 1 năm 2012, đại diện của Roberts thông báo cô sẽ tạm hoãn việc học đại học để tập trung vào sự nghiệp diễn xuất. Emma từng hẹn hò với Chord Overstreet trong vài tháng từ năm 2011 tới tháng 4 năm 2012. Cô đã từng yêu Evan Peters, hiện đã chia tay.

## Danh sách phim

### Phim
| Năm  | Tiêu đề                       | Vai                         | Ghi chú                               |
| ---- | ----------------------------- | --------------------------- | ------------------------------------- |
| 2001 | Blow                          | Kristina Sunshine Jung      |                                       |
| 2001 | BigLove                       | Delilah                     | Phim ngắn                             |
| 2001 | Người tình kiểu Mỹ            | Cô gái trong chiếc áo tím   | Không xuất hiện trong credit          |
| 2002 | Grand Champion                | Sister                      |                                       |
| 2006 | Spymate                       | Amelia Muggins              |                                       |
| 2006 | Aquamarine                    | Claire Brown                |                                       |
| 2007 | Nancy Drew                    | Nancy Drew                  |                                       |
| 2008 | Wild Child                    | Poppy Moore                 |                                       |
| 2008 | Lymelife                      | Adrianna Bragg              |                                       |
| 2008 | The Flight Before Christmas   | Wilma                       | Lồng tiếng                            |
| 2009 | Hotel for Dogs                | Andi                        |                                       |
| 2009 | The Winning Season            | Abbie Miller                |                                       |
| 2010 | Twelve                        | Molly Norton                |                                       |
| 2010 | Ẩn số tình yêu                | Grace Smart                 |                                       |
| 2010 | Memoirs of a Teenage Amnesiac | Alice Leeds                 |                                       |
| 2010 | 4.3.2.1.                      | Joanne                      |                                       |
| 2010 | It's Kind of a Funny Story    | Noelle                      |                                       |
| 2010 | Virginia                      | Jessie Tipton               |                                       |
| 2011 | The Art of Getting By         | Sally Howe                  |                                       |
| 2011 | Scream 4                      | Jill Roberts                |                                       |
| 2012 | Celeste and Jesse Forever     | Riley Banks                 |                                       |
| 2013 | Adult World                   | Amy Anderson                |                                       |
| 2013 | Gia đình bá đạo               | Casey Mathis / Casey Miller |                                       |
| 2013 | Palo Alto                     | April May                   |                                       |
| 2013 | Empire State                  | Nancy Michaelides           | Hậu kỳ                                |
| 2015 | Tôi là Michael                | Rebekah Fuller              |                                       |
| 2015 | Ashby                         | Eloise                      |                                       |
| 2015 | The Blackcoat's Daughter      | Joan Marsh                  |                                       |
| 2016 | Nerve                         | Venus "Vee" Delmonico       |                                       |
| 2017 | Who We Are Now                | Jess                        |                                       |
| 2018 | In a Relationship             | Hallie                      |                                       |
| 2018 | Billionaire Boys Club         | Sydney Evans                |                                       |
| 2018 | Góc phố Italy                 | Nicoletta "Nikki" Angioli   |                                       |
| 2018 | Time of Day                   | Chính cô                    | Phim ngắn                             |
| 2019 | Paradise Hills                | Uma                         |                                       |
| 2019 | UglyDolls                     | Wedgehead                   | Lồng tiếng                            |
| 2020 | Cuộc săn                      | Yoga Pants                  |                                       |
| 2020 | Holidate                      | Sloane Benson               |                                       |
| 2022 | Abandoned                     | Sara                        | Đồng thời là nhà sản xuất             |
| 2022 | About Fate                    | Margot Hayes                |                                       |
| 2024 | Madame Web                    | TBA                         | Đang ghi hình                         |
| TBA  | Maybe I Do                    | Michelle                    |                                       |
| TBA  | Saurus City                   | Sasha Nutwagon              | Lồng tiếng; Hậu kỳ                    |
| TBA  | Space Cadet                   | Rex                         | Đồng giám đốc sản xuất; Đang ghi hình |

### Truyền hình
| Năm        | Tiêu đề                           | Vai                            | Ghi chú                            |
| ---------- | --------------------------------- | ------------------------------ | ---------------------------------- |
| 2004–2007  | Unfabulous                        | Addie Singer                   | Vai chính; 41 tập                  |
| 2004       | Drake & Josh                      | Addie Singer                   | Tập: "Honor Council"               |
| 2006, 2012 | Punk'd                            | Chính cô                       | 2 tập                              |
| 2007       | The Hills                         | Chính cô                       | Tập: "Young Hollywood"             |
| 2010       | Jonas L.A.                        | Chính cô                       | Tập: "House Party"                 |
| 2011       | Take Two with Phineas and Ferb    | Chính cô                       | Tập: "Emma Roberts"                |
| 2011       | Extreme Makeover: Home Edition    | Chính cô                       | Tập: "The Brown Family"            |
| 2013       | Family Guy                        | Amanda Barrington (lồng tiếng) | Tập: "No Country Club for Old Men" |
| 2013–2014  | American Horror Story: Coven      | Madison Montgomery             | Vai chính; 13 tập                  |
| 2014       | Delirium                          | Lena Haloway                   |                                    |
| 2014–2015  | American Horror Story: Freak Show | Maggie Esmerelda               | Vai chính; 10 tập                  |
| 2015–2016  | Scream Queens                     | Chanel Oberlin                 | Vai chính; 23 tập                  |
| 2017       | American Horror Story: Cult       | Serena Belinda                 | Tập: "11/9"                        |
| 2018       | American Horror Story: Apocalypse | Madison Montgomery             | Vai chính; 7 tập                   |
| 2019       | American Horror Story: 1984       | Brooke Thompson                | Vai chính; 9 tập                   |